# Lista de ministros do Tribunal Superior do Trabalho
Esta é uma lista de ministros do Tribunal Superior do Trabalho (TST) do Brasil desde sua fundação. Atualmente há 27 vagas no TST, todos advém de nomeação presidencial.

## Ministros do Tribunal Superior do Trabalho
| Tipo       | Nome                                       | Retrato                | Início do mandato      | Fim do mandato         | Observação                        | Nomeador            |
| ---------- | ------------------------------------------ | ---------------------- | ---------------------- | ---------------------- | --------------------------------- | ------------------- |
|            | Geraldo Montedonio Bezerra de Menezes      |                        | 9 de setembro de 1946  | 11 de maio de 1966     | Presidente                        | Eurico Gaspar Dutra |
|            | Antônio Francisco Carvalhal                |                        | 9 de setembro de 1946  | 7 de novembro de 1960  |                                   | Eurico Gaspar Dutra |
|            | Ozéas Mota                                 |                        | 9 de setembro de 1946  | 19 de março de 1947    |                                   | Eurico Gaspar Dutra |
|            | Percival Godoy Ilha                        |                        | 9 de setembro de 1946  | 5 de novembro de 1958  |                                   | Eurico Gaspar Dutra |
|            | Manoel Alves Caldeira Neto                 |                        | 14 de setembro de 1946 | 1 de março de 1970     |                                   | Eurico Gaspar Dutra |
|            | Júlio de Carvalho Barata                   |                        | 17 de setembro de 1946 | 30 de abril de 1969    |                                   | Eurico Gaspar Dutra |
|            | Delfim Moreira Júnior                      |                        | 20 de setembro de 1946 | 20 de outubro de 1964  |                                   | Eurico Gaspar Dutra |
|            | Astolfo Henrique Serra                     |                        | 21 de setembro de 1946 | 2 de maio de 1969      |                                   | Eurico Gaspar Dutra |
|            | Edgard de Oliveira Lima                    |                        | 23 de setembro de 1946 | 15 de outubro de 1960  |                                   | Eurico Gaspar Dutra |
|            | Edgar Ribeiro Sanches                      |                        | 30 de setembro de 1946 | 4 de julho de 1958     |                                   | Eurico Gaspar Dutra |
|            | Rômulo Gomes Cardim                        |                        | 6 de maio de 1947      | 8 de maio de 1969      |                                   | Eurico Gaspar Dutra |
|            | Jonas Mello de Carvalho                    |                        | 03 de novembro de 1954 | 04 de janeiro 1962     |                                   | Café Filho          |
|            | Aldilio Tostes Malta                       |                        | 3 de novembro de 1954  | 25 de maio de 1977     |                                   | Café Filho          |
|            | Thelio da Costa Monteiro                   |                        | 5 de novembro de 1954  | 4 de agosto de 1982    |                                   | Café Filho          |
|            | Waldemar Pedrosa                           |                        | 5 de novembro de 1954  | 30 de novembro de 1955 |                                   | Café Filho          |
|            | Oscar Saraiva                              |                        |                        |                        | [ nota 1 ]                        | Café Filho          |
|            | Mario Lopes de Oliveira                    |                        | 17 de novembro de 1954 | 16 de novembro de 1957 | [ nota 2 ]                        | Café Filho          |
| 29/11/1958 | Mario Lopes de Oliveira                    | 28 de novembro de 1961 |                        |                        | [ nota 2 ]                        |                     |
|            | Joaquim Maximo de Carvalho Junior          |                        |                        |                        |                                   |                     |
|            | Hildebrando Bisaglia                       |                        |                        |                        |                                   |                     |
|            | Geraldo Starling Soares                    |                        |                        |                        |                                   |                     |
|            | Fernando Nóbrega                           |                        |                        |                        |                                   |                     |
|            | Alírio Salles Coelho                       |                        |                        |                        |                                   |                     |
|            | Domingos Vellasco                          |                        |                        |                        |                                   |                     |
|            | João de Lima Teixeira                      |                        |                        |                        |                                   |                     |
|            | Arnaldo Lopes Sussekind                    |                        |                        |                        |                                   |                     |
|            | Raymundo de Souza Moura                    |                        |                        |                        |                                   |                     |
|            | Renato Gomes Machado                       |                        |                        |                        |                                   |                     |
|            | Mozart Victor Russomano                    |                        |                        |                        | [ nota 3 ]                        |                     |
|            | Luiz Roberto de Rezende Puech              |                        |                        |                        |                                   |                     |
|            | Carlos Alberto Barata Silva                |                        |                        |                        | [ nota 4 ]                        |                     |
|            | Carlos Coqueijo Torreão da Costa           |                        |                        |                        |                                   |                     |
|            | Lopo de Carvalho Coelho                    |                        |                        |                        |                                   |                     |
|            | Marcelo Pimentel                           |                        |                        |                        |                                   |                     |
|            | Leopoldo César de Miranda Lima Filho       |                        |                        |                        |                                   |                     |
|            | Marco Aurélio Prates de Macedo             |                        |                        |                        | Posteriormente nomeado para o VRD |                     |
|            | Luiz José Guimarães Falcão                 |                        |                        |                        |                                   |                     |
|            | Marco Aurélio Mendes de Farias Mello       |                        |                        |                        | Posteriormente nomeado para o STF |                     |
|            | Ildelio Martins                            |                        |                        |                        |                                   |                     |
|            | Orlando Teixeira da Costa                  |                        |                        |                        |                                   |                     |
|            | Ranor Thales Barbosa da Silva              |                        |                        |                        |                                   |                     |
|            | Antonio Lamarca                            |                        |                        |                        |                                   |                     |
|            | José Ajuricaba da Costa e Silva            |                        |                        |                        |                                   |                     |
|            | Pajehu Macedo Silva                        |                        |                        |                        |                                   |                     |
|            | Luiz Philippe Vieira de Mello              |                        |                        |                        |                                   |                     |
|            | João Américo de Souza                      |                        |                        |                        |                                   |                     |
|            | Ermes Pedro Pedrassani                     |                        |                        |                        |                                   |                     |
|            | Wagner Antonio Pimenta                     |                        |                        |                        |                                   |                     |
|            | Almir Pazzianotto Pinto                    |                        |                        |                        |                                   |                     |
|            | Francisco Fausto Paula de Medeiros         |                        |                        |                        |                                   |                     |
|            | Hylo Bezerra Gurgel                        |                        |                        |                        |                                   |                     |
|            | José Luiz Vasconcellos                     |                        |                        |                        |                                   |                     |
|            | Ney Proenca Doyle                          |                        |                        |                        |                                   |                     |
|            | Ursulino Santos Filho                      |                        |                        |                        |                                   |                     |
|            | Cnea Cimini Moreira de Oliveira            |                        |                        |                        | [ nota 5 ]                        |                     |
|            | Marco Aurélio Giacomini                    |                        |                        |                        |                                   |                     |
|            | Manoel Mendes de Freitas                   |                        |                        |                        |                                   |                     |
|            | Vantuil Abdala                             |                        |                        |                        |                                   |                     |
|            | Armando de Brito                           |                        |                        |                        |                                   |                     |
|            | Indalécio Gomes Neto                       |                        |                        |                        |                                   |                     |
|            | Valdir Righetto                            |                        |                        |                        |                                   |                     |
|            | José Luciano de Castilho Pereira           |                        |                        |                        |                                   |                     |
|            | Rider Nogueira de Brito                    |                        |                        |                        |                                   |                     |
|            | Ronaldo José Lopes Leal                    |                        |                        |                        |                                   |                     |
|            | João Oreste Dalazen                        |                        |                        |                        |                                   |                     |
|            | Milton de Moura França                     |                        |                        |                        |                                   |                     |
|            | Carlos Alberto Reis de Paula               |                        |                        |                        |                                   |                     |
|            | Gelson de Azevedo                          |                        |                        |                        |                                   |                     |
|            | Antonio José de Barros Levenhagen          |                        |                        |                        |                                   |                     |
|            | Ives Gandra da Silva Martins Filho         |                        |                        |                        |                                   |                     |
|            | João Batista Brito Pereira                 |                        |                        |                        |                                   |                     |
|            | José Simpliciano Fontes de Faria Fernandes |                        |                        |                        |                                   |                     |
|            | Maria Cristina Irigoyen Peduzzi            |                        |                        |                        | [ nota 6 ]                        |                     |
|            | Renato de Lacerda Paiva                    |                        |                        |                        |                                   |                     |
|            | Emmanoel Pereira                           |                        |                        |                        |                                   |                     |
|            | Lelio Bentes Corrêa                        |                        |                        |                        |                                   |                     |
|            | Aloysio Silva Corrêa da Veiga              |                        |                        |                        |                                   |                     |
|            | Alberto Luiz Bresciani de Fontan Pereira   |                        |                        |                        |                                   |                     |
|            | Horácio Raymundo de Senna Pires            |                        |                        |                        |                                   |                     |
|            | Luiz Philippe Vieira de Mello Filho        |                        |                        |                        |                                   |                     |
|            | Rosa Maria Weber Candiota da Rosa          |                        |                        |                        | Posteriormente nomeada para o STF |                     |
|            | Dora Maria da Costa                        |                        |                        |                        |                                   |                     |
|            | Maria de Assis Calsing                     |                        |                        |                        |                                   |                     |
|            | Fernando Eizo Ono                          |                        |                        |                        |                                   |                     |
|            | Guilherme Augusto Caputo Bastos            |                        |                        |                        |                                   |                     |
|            | Pedro Paulo Teixeira Manus                 |                        |                        |                        |                                   |                     |
|            | Márcio Eurico Vitral Amaro                 |                        |                        |                        |                                   |                     |
|            | Mauricio José Godinho Delgado              |                        |                        |                        |                                   |                     |
|            | Walmir Oliveira da Costa                   |                        |                        |                        |                                   |                     |
|            | Kátia Magalhães Arruda                     |                        |                        |                        |                                   |                     |
|            | Augusto César Leite de Carvalho            |                        |                        |                        |                                   |                     |
|            | José Roberto Freire Pimenta                |                        |                        |                        |                                   |                     |
|            | Delaíde Alves Miranda Arantes              |                        |                        |                        |                                   |                     |